# Статутний суд Санкт-Петербурга
Статутний суд Санкт-Петербурга — орган судової влади Санкт-Петербурга, здійснює офіційне тлумачення Статуту Санкт-Петербурга та розглядає справи про відповідність Статуту Санкт-Петербурга законів Санкт-Петербурга, нормативних правових актів органів державної влади Санкт-Петербурга, органів місцевого самоврядування, утворених на території Санкт-Петербурга. Рішення Статутного суду, прийняте в межах його повноважень, є остаточним і не може бути переглянуте іншим судом.

## Історія
Питання про заснування Статутного суду Санкт-Петербурга було вирішено при прийнятті Статуту Санкт-Петербурга 14 січня 1998 року (статті 49-50). Статутний суд Санкт-Петербурга почав свою роботу в 2000 р., коли спочатку був прийнятий Закон Санкт-Петербурга «Про Статутному суді Санкт-Петербурга» (5 червня), а потім (14 вересня) відбулося призначення на посади суддів. Першим головою Статутного суду Санкт-Петербурга став М. М. Карпачов.

## Структура
Статутний суд Санкт-Петербурга складається з п'яти суддів, які призначаються на посади Законодавчим Зборами Санкт-Петербурга. Статутний суд Санкт-Петербурга має право здійснювати свої повноваження за наявності в його складі не менше чотирьох суддів. Передбачені посади голови суду, заступника голови та судді-секретаря.

## Адреса
191124, Санкт-Петербург, Суворовський пр. б. 62, літ А.